# 里卡多·米洛斯
里卡多·米洛斯（葡萄牙語：Ricardo Milos，1977年11月11日—），生于巴西里約熱內盧，现與家人居住在美国佛羅里達州麥爾茲堡，巴西裔網路紅人。其身高六英尺三英寸（約190公分），体重190磅（約86.1公斤），二頭肌围18英寸（約45.72公分），胸围48英寸（約121.92公分）。由於有愛爾蘭血統，擁有一雙綠眼睛。爆紅原因是因為一部由JockButt收錄的男同色情類型的舞蹈影片而在全球迷因界裡走红；在这部男同類型舞蹈影片中，他僅戴著紅色頭巾和穿著美國國旗图案的丁字褲，富有节奏地展示其健碩身形，有意突顯自己的生殖器官而被中国大陸网友戏称为香蕉君（香蕉暗喻男性生殖器） ，台灣則稱之自由的男人。

## 軼事
網傳2019年10月26、27日，里卡多將會以「香蕉君」的身份出席第18屆上海sky動漫遊戲嘉年華。而經證實，出席的是「芭蕉君（Nilton Felix）」而不是「香蕉君」。「芭蕉君」因長相神似「香蕉君」而經常冒充「香蕉君」。在國外網站直播以盈利。
在2022年6月時，在祕魯總統佩德罗·卡斯蒂略線上貪腐聽證會到一半時，畫面突然出現米洛斯跳舞的畫面，引發媒體和網路圈的廣泛討論。